# Đại học Delaware
Đại học Delaware (tên tiếng Anh: University of Delaware (tên thông dụng là UD hoặc Delaware) là một trường đại học nghiên cứu tư thục-công lập tọa lạc ở Newark, tiểu bang Delaware, Hoa Kỳ. UD là trường đại học lớn nhất tiểu bang Delaware.Trường cung cấp ba chương trình liên kết, 148 chương trình cử nhân, 121 chương trình thạc sĩ (với 13 bằng cấp liên kết), và 55 chương trình tiến sĩ trên tám viện đại học. Khu trường sở chính tọa lạc ở Newark, với các khu trường sở vệ tinh nằm ở Dover, Wilmington, Lewes, và Georgetown. Nó được coi là một tổ chức lớn với khoảng 18.200 sinh viên đại học và 4.200 sinh viên sau đại học. Đây là một trường đại học tư nhân được quản lý nhận tài trợ công để trở thành một cơ sở nghiên cứu được nhà nước hỗ trợ cấp đất, cấp biển và cấp không gian.
UD được xếp hạng trong số "R1: Các trường đại học tiến sĩ - Hoạt động nghiên cứu rất cao". Theo National Science Foundation, UD đã chi 186 triệu USD cho nghiên cứu và phát triển năm 2018, xếp thứ 119 ở Hoa Kỳ.  Trường được công nhận với Phân loại Mức độ Tham gia của Cộng đồng bởi Quỹ Carnegie vì Sự Tiến bộ của Giảng dạy.